# Degenerazione psichiatrica
La teoria della degenerazione psichiatrica è una corrente di pensiero sviluppatasi in ambito psichiatrico a partire dalla metà dell'Ottocento che ricollegava l'insorgenza delle patologie psichiatriche ad una degenerazione del sistema nervoso dovuta a fattori esterni.

## Origini
Intorno alla metà dell'Ottocento gli psichiatri ad orientamento somatico vissero un periodo di delusione. L'anatomia patologica del cervello non aveva portato ai risultati sperati al di fuori della paralisi progressiva e delle demenze senili. 
Fu così che prese corpo, incoraggiata dalla teoria evoluzionistica di Charles Darwin, l'ipotesi della “degenerazione”, un'ipotesi che sembrava poter sintetizzare scientificamente tutte le malattie mentali permettendo una loro classificazione su base non più sintomatologica ma eziologica.
Sul piano terapeutico si trattava di un'idea pessimistica, come del resto la teoria dell'evoluzione di Darwin e la gran parte delle ideologie che si andavano affermando a quel tempo in Europa. Anche quest'importante idea ebbe la sua origine in Francia e si sviluppò sulla base di concetti relativi all'ereditarietà delle malattie mentali, idea che era già stata proposta da parecchi psichiatri del passato (anche da Pinel), ma che aveva avuto un forte impulso con l'opera di Prosper Lucas, Traité philosophique et physiologique de l'hérédité naturelle (1847).

## Bénédict Augustin Morel nella prima formulazione della teoria della degenerazione
Il vero ideatore dell'ipotesi della degenerazione fu Bénédict Augustin Morel (1809-1873), nato a Vienna da genitori francesi, che apparteneva allo stesso circolo di medici poveri a cui apparteneva anche Claude Bernard. La teoria della degenerazione aveva carattere sia psichiatrico che antropologico-sociologico; dai caratteri al tempo stesso religiosi e scientifici.
La sua definizione generale è la seguente: “Le degenerazioni sono deviazioni patologiche della tipologia umana normale, sono trasmissibili in via ereditaria e si sviluppano in maniera progressiva fino a provocare la scomparsa di chi ne è affetto”. Morel aveva lavorato a questo problema a partire dal 1839, ma ne diede formulazione definitiva solo nel 1857 nel suo Traité des dégénérescences recenseés physiques, intellectuelles et moraled de l'espèce humaine. La degenerazione poteva secondo Morel insorgere attraverso: 1. avvelenamento, 2. l'ambiente sociale; 3. un temperamento patologico; 4. una malattia morale; 5. danni innati oppure acquisiti e 6. l'ereditarietà.
La degenerazione obbediva alla cosiddetta legge della “pregressività”, ovvero se per esempio la prima generazione di malati era affetta solo da comune nervosismo, la seconda sarà affetta da nevrosi, la terza da psicosi più gravi fino alla completa cancellazione della stirpe malata.
Sulla base della sua teoria della degenerazione Morel effettuò una nuova classificazione delle malattie mentali, evidenziandone il carattere eziologico più che sintomatologico. Questa suddivisione consisteva in: persone eccentriche e impulsive, “mania ragionante”, maniaci istintivi, idioti e cretini. Queste fantasiose teorie non impedirono comunque a Morel di essere un ottimo clinico e perito di parte. 
In Francia le sue idee trovarono terreno fertile soprattutto dopo il 1870 e furono riprese e sviluppate dal medico Valentin Magnan che ne eliminò la componente religiosa. Magnan formulò una teoria decisamente interessante sulla fisiologia e patologia nervosa suddividendola in tre livelli (corteccia cerebrale, sensibilità o gangli basali e midollo spinale), molto simile in realtà alla classificazione del neurologo suo contemporaneo inglese John Hughlings Jackson. 
Nella degenerazione l'equilibrio tra i tre livelli di funzionamento è verosimilmente disturbato. Magnan si impegnò anche e soprattutto nello studio della degenerazione tra gli alcolisti, interesse quello per gli alcolisti che andava interessando e investendo sempre di più vari paesi europei; nel 1832 venne creata la Lega Antialcolica a Boston in Inghilterra e numerosi istituti per gli alcolisti sorsero in tutta Europa.
Strettamente legato al problema della degenerazione è la discussione, molto in voga all'epoca, sulla connessione tra genio, follia e delinquenza. Secondo Morel e Magnan, per i delinquenti, i geni e i malati mentali entrava in gioco la stessa disposizione costituzionale e in tutti e tre i casi si trattava naturalmente di degenerazione.
Lo psichiatra italiano Cesare Lombroso riprese in mano questo problema nel suo libro L'uomo delinquente del 1870, dando così inizio all'”antropologia criminale”.
In questo libro egli considerava i criminali una forma di razza primigenia sopravvissuta alla selezione naturale. Le idee di Lombroso furono largamente sostenute dallo psichiatra italiano Leonardo Bianchi, il quale divenuto Ministro della sanità nel 1917 fece creare numerosi ospedali per malattie mentali e cliniche universitarie in Italia.

## Crisi e confutazione della teoria della degenerazione
Verso la fine dell'Ottocento l'idea della degenerazione cominciò a perdere credito tra gli psichiatri. Fu Konrad Rieger il primo a combatterla apertamente, i lavori comparati di Diem Koller e Jenny Koller screditarono le teorie in base alle quali si consideravano malattie ereditarie anche alcune patologie come la paralisi progressiva. Ad ogni modo fu la stessa esperienza a screditare questa teoria in quanto non si riscontrarono le stesse malattie ereditarie a livello di generazioni successive sulla popolazione. Le scoperte di Mendel segnarono dal punto di vista scientifico la fine dei polimorfi concetti sull'ereditarierà dei teorici della degenerazione.
Tuttavia la teoria evoluzionistica di Darwin non aveva reso popolare solo la teoria della degenerazione. Sotto il suo influsso il neurologo inglese John Hughlings Jackson aveva formulato una teoria evoluzionistica del sistema nervoso distinto nei tre livelli basso (midollo spinale e allungato), medio (gangli della base) e alto (corteccia cerebrale), spiegando l'epilessia come un venir meno del controllo perpetuato dal livello superiore su quello inferiore. La teoria di Jackson ebbe uno straordinario influsso positivo sulla neurologia e sulla neurofisiologia, rappresentando in effetti la più riuscita applicazione del concetto evoluzionistico in medicina.